# Genna
Pour les articles homonymes, voir Genna (homonymie).
Genna (ge'ez : ገና), également appelée Ledet (ge'ez : ልደት), est la célébration éthiopienne orthodoxe de la naissance de Jésus Christ, l'équivalent de Noël ; elle a lieu le 7 janvier (le 6, année bissextile). Précédée par un jeûne de quarante jours, la fête de Genna commence au lever du soleil, les fidèles, vêtus des habits traditionnels, se rendent à la messe à 4 h 00 du matin où chaque personne reçoit une bougie ; durant le service, la congrégation va marcher trois fois autour de l'église. Après le service, les familles rentrent partager le déjeuner ; contrairement aux traditions occidentales, la distribution de cadeaux n'est pas prévue. La période entourant la célébration de Genna est l'occasion pour les Éthiopiens de pratiquer un sport, également nommé Genna, assez proche du hockey qui se joue à l'aide d'une balle en bois et un bâton courbé. Douze jours après la fête, Genna est suivi par Timqet, la célébration du baptême de Jésus.